# Вентруба, Иржи
Иржи Вентруба (чеш. Jiří Ventruba; 2 февраля 1950, Брно — 9 марта 2021, Прага) — чешский политик и врач-нейрохирург. Член Палаты депутатов Чешской Республики (2017—2021).

## Биография
Окончил Масариков университет со степенью доктора медицины. В 1991 году основал отделение детской нейрохирургии в детской больнице города Брно. Выступал на международных конгрессах нейрохирургов WFNS, ISPN и AANS.
На муниципальных выборах 2006 года впервые был избран в городской совет Модржице и сохранял эту должность вплоть до своей смерти в 2021 году. Был также городским советником с 2010 по 2014 год и заместителем мэра с 2014 по 2021.
В 2016 году от партии ГДП безуспешно баллотировался в совет Южноморавского края и сенат Чехии. На выборах в Сенат занял третье место, получив 17,67% голосов.
По результатам парламентских выборы 2017 года был избран в Палату депутатов Чехии. Умер будучи действующим депутатом 9 марта 2021 года, находясь на лечении от COVID-19. На следующем заседании депутаты почтили его память минутой молчания.

## Спортивная деятельность
Вентруба был в числе основателей лиги настольного бильярд-хоккея города Брно (1960 г.), существующей по сей день. Четыре раза становился чемпионом Чехословакии (1980, 1985, 1986, 1992), дважды выигрывал чемпионат Европы в личном зачёте в 1992 и 1993 годах и 5 раз в командном (1992, 1993, 1994, 1995, 1996). Был первым президентом World Table Hockey Association. Игровую карьеру завершил в 1999 году. Включён в зал славы игроков в бильяд-хоккей. Также в 1990 году принимал участие в командном турнире чемпионата Европы по версии ITHF.